# سیارک ۱۱۶۲۸
سیارک ۱۱۶۲۸ (به انگلیسی: 11628 Katuhikoikeda، نامگذاری:1996VB5) یازده هزار و ششصد و بیست و هشتمین سیارک کشف شده‌است که در ۱۳ نوامبر ۱۹۹۶ کشف شد.
قدر مطلق سیارک برابر ۲۴٫۵ است.